# Centaurea cheiranthifolia
Centaurea cheiranthifolia — вид квіткових рослин айстрових (Asteraceae). Ареал: Іран, Північний Кавказ, Грузія, Вірменія, Азербайджан, Туреччина.

## Морфологічна характеристика
Багаторічна трав'яниста рослина зазвичай 40–70 см заввишки з кількома нерозгалуженими або малорозгалуженими стеблами. Стебла і листя вкриті короткими ворсинчастими і павутинними волосками або майже голі. Прикореневі та нижні стеблові листки черешкові, зворотноланцетні вузькояйцеподібні листові пластинки 10–20 см завдовжки. Стеблові листки сидячі, ланцетні, 5–10 см завдовжки. Обгортки яйцеподібні, діаметром 15–25 мм; їхні листочки зелені, ланцетні, з коричневими або чорнуватими відростками. Віночки квіток білі або кремово-білі, тичинки пурпуруваті. Ципсели 5–6 мм завдовжки.

## Використання
Centaurea cheiranthifolia іноді вирощується в садах як декоративна рослина.